# قصر عبد الحفيظ

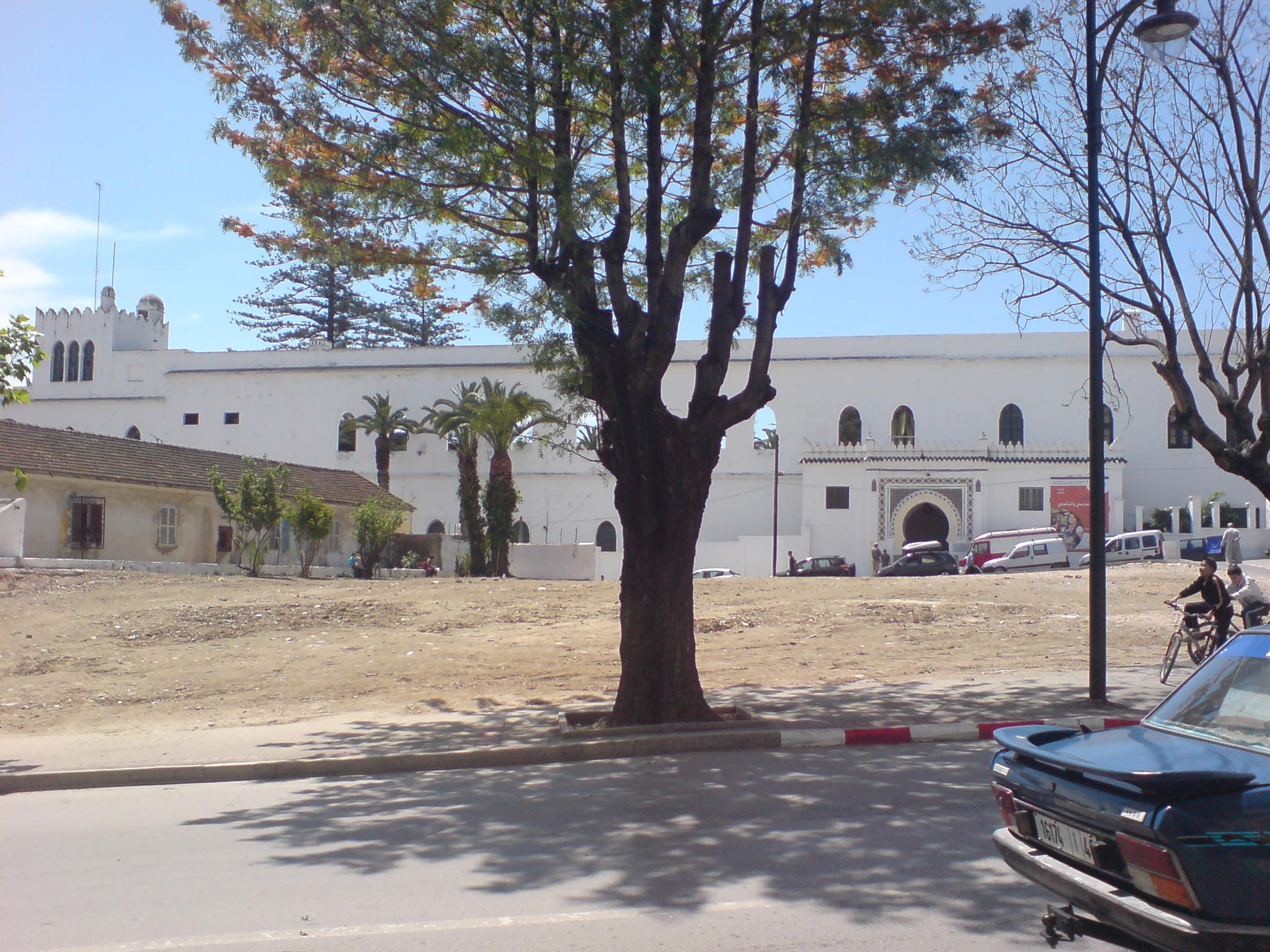
منظر جانبي للقصر مع المدخل الرئيسي

قصر عبد الحفيظ أو قصر مولاي حفيظ هو مبنى تاريخي يقع في 23 شارع محمد بن عبد الوهاب في طنجة، المغرب. بُني في عامي 1912 و1913 كمقر إقامة رئيسي للسلطان السابق عبد الحفيظ بعد تنازله عن العرش، ولكنه لم يستخدم لهذا الغرض إطلاقاً. في عام 1927، اشترته إيطاليا وأعيد تسميته فيما بعد بـ Palazzo Littorio، تستضيف العديد من المؤسسات العامة بما في ذلك المدارس ومستشفى. في عام 1943 أعادت حكومة بادوليو تسميتها إلى كاسا ديتاليا،:419 وبعد بضع سنوات أصبح يُعرف باسم قصر المؤسسات الإيطالية.:428 على الرغم من أنه لا يزال يستضيف العديد من الأنشطة ذات الصلة بإيطاليا ورمم في أوائل العقد الأول من القرن الحادي والعشرين، إلا أنه ظل غير مستغل لفترة طويلة.

## خلفية
كان العقار الذي يقع عليه القصر حاليًا هو الموقع السابق للمفوضية البلجيكية في طنجة، والتي أنشئت هناك في أواخر القرن التاسع عشر على يد القنصل الأول لبلجيكا إرنست داولين، وكانت محاطة بحديقة واسعة. ثم اشترى الأرض أبراهام سيكسو، أحد أعضاء الجالية اليهودية المحلية الذي عمل مترجمًا لدولين وأصبح فيما بعد القنصل البلجيكي.

## قصر عبد الحفيظ
بعد أشهر قليلة من توقيع عبد الحفيظ على معاهدة فاس التي أسست الحماية الفرنسية في المغرب، تفاوض المقيم العام هوبير ليوتي على تنازله عن العرش في أغسطس 1912 مقابل معاش تقاعدي ضخم. استخدم عبد الحفيظ جزءًا منها لبناء قصر في طنجة، والذي كان ينوي أن يكون مقر إقامته الرئيسي بعد التقاعد. قام بشراء ممتلكات المفوضية البلجيكية من أبراهام سيكسو، وقام بهدم مبنى المفوضية.
صمم دييغو جيمينيز أرمسترونج القصر الجديد، المهندس المعماري الذي تلقى تعليمه في باريس والذي صمم مسرح سرفانتس الشهير في طنجة في نفس الوقت تقريبًا، وبُني في عام 1913 من الخرسانة المسلحة، مع تجهيزات مزخرفة من الأحجار الكريمة والأعمال الخشبية.
لكنه لم يسكنه مطلقًا. غادر المغرب مباشرة بعد تنازله عن العرش، وأقام لفترة في فرنسا ثم أقام في إسبانيا بدلاً من العودة إلى طنجة كما كان ينوي في السابق. أدت ارتباطاته المؤيدة للألمان خلال الحرب العالمية الأولى إلى دفع ليوتي إلى إصدار أمر بمصادرة ممتلكاته المغربية في عام 1918. وبعد ذلك قامت سلطات الحماية ببيع قصر طنجة في مزاد حكومي، فازت به شركة الشحن باكيه في مرسيليا والتي أسسها نيكولا باكيه، وقد أبقاه باكيه بعد ذلك دون استخدام لمدة عقد من الزمان تقريبًا. ونتيجة لذلك، ظل القصر فارغًا باستمرار منذ اكتمال بنائه حتى شرائه من قبل إيطاليا في عام 1927.

## المؤسسات الإيطالية
كانت إيطاليا الفاشية تشعر بالقلق إزاء عدم مشاركتها في بروتوكول طنجة الذي وقع في ديسمبر 1923 من قبل فرنسا وإسبانيا والمملكة المتحدة والذي تم بموجبه إنشاء منطقة طنجة الدولية. كانت الجالية الإيطالية في طنجة صغيرة وغير مميزة، وكان تنظيمها الرئيسي عبارة عن مدرسة عامة صغيرة، تأسست عام 1919 من مبادرة خاصة بدأت في عام 1914 من قبل المعلمة الإيطالية إليسا شيمنتي. مع تحرك إيطاليا نحو الانضمام إلى المنطقة في عام 1926، سعت إلى تعزيز مكانتها في طنجة، كجزء من رؤية أوسع للنفوذ الإيطالي في كامل شمال إفريقيا. في يناير 1927، تأسست الجمعية الوطنية لمساعدة المرسلين الإيطاليين (بالإيطالية: Associazione Nazionale per Soccorrere i Missionari Italiani) تختصر ANSMI، التي تعمل كواجهة للحكومة الإيطالية، قامت بشراء قصر عبد الحفيظ من شركة باكيه. تمشياً مع الممارسة الفاشية في البر الرئيسي الإيطالي، أطلق على العقار اسم Palazzo Littorio. وسرعان ما استضافت العديد من المؤسسات التعليمية بالإضافة إلى مستشفى صغير، واستكمل في ثلاثينيات القرن العشرين بمحطة تلغراف لاسلكي ومكتب بريد صغير.
بنيت كنيسة كاثوليكية مخصصة للقديس فرنسيس على الجانب الغربي من العقار للرهبان الفرنسيسكان في عامي 1939 و1940، لتحل محل كنيسة أصغر بنيت في عام 1927. وقد حفز بناؤها مجتمعات وطنية أخرى على بناء كنائس خاصة بها، وهي الكنيسة الفرنسية في طنجة (التي كُرِّست في عام 1953) والكنيسة الإسبانية التي أصبحت كاتدرائية المدينة (التي كُرِّست في عام 1961).
وعند إغلاق المدارس الداخلية للبنين والبنات في المجمع بعد الحرب العالمية الثانية، ظلت المدارس الأخرى في نشاطها حتى إغلاقها في عام 1987. كما نجت المستشفى من الاضطرابات التي أعقبت الحرب العالمية الثانية، ولا يزال تحت رعاية ANSMI. ومن بين شاغلي القصر الآخرين مؤخرًا جمعية دانتي أليجييري ومطعم Casa d'Italia. وفي عام 2010، شكلت مؤسسة لإدارة أجزاء القصر الأخرى غير المستشفى، وأطلق عليها اسم إليسا شيمنتي التي أسست أول مدرسة إيطالية في عام 1914. وفي السنوات الأخيرة استضاف القصر فعاليات ثقافية مثل معرض طنجة الدولي للكتاب، ومهرجان ليالي البحر الأبيض المتوسط، ومهرجان طنجة للموسيقى.